# عمارة الآزتك

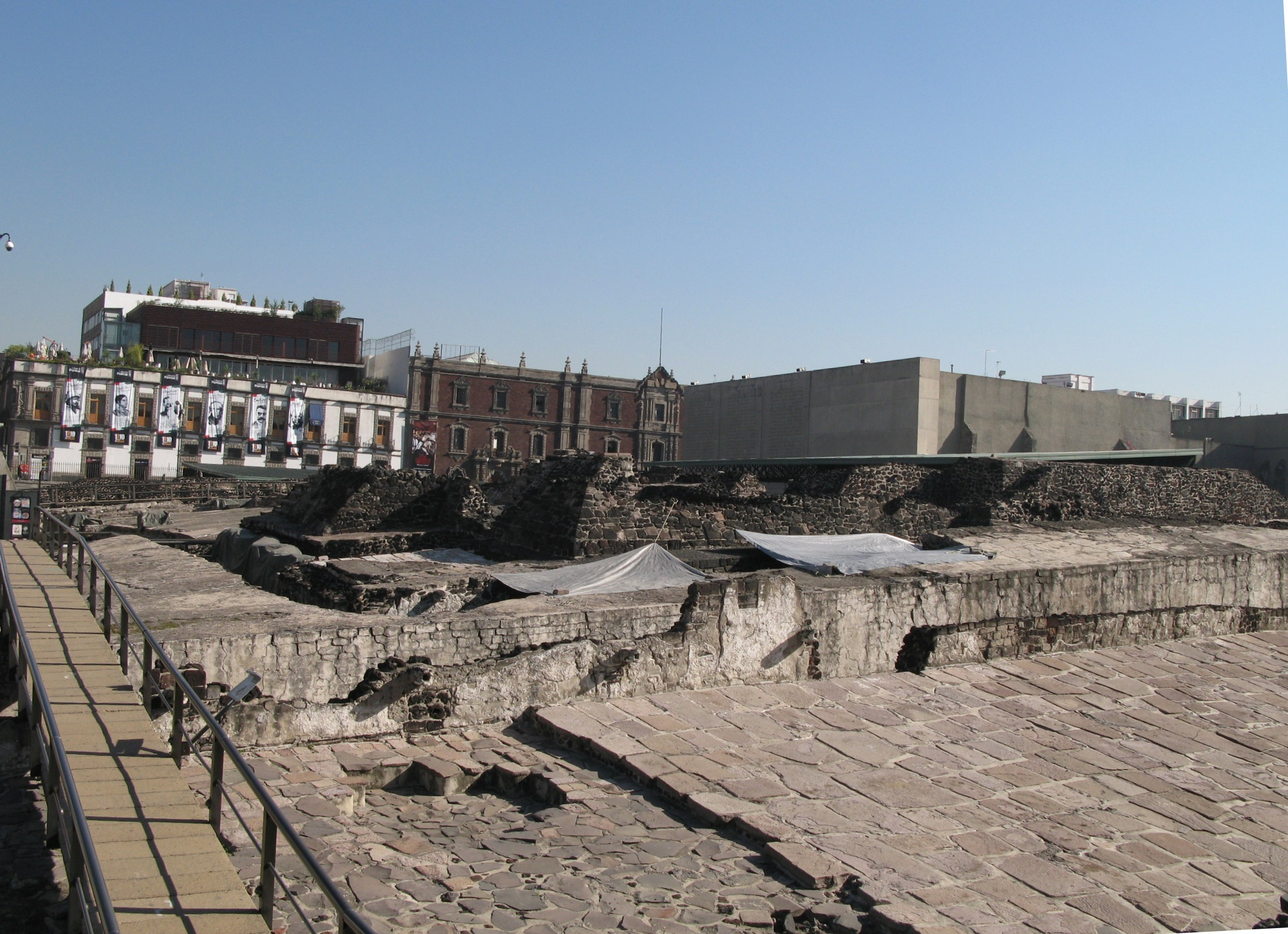
موقع أثري لحضارة الأزتك في العاصمة مكسيكو سيتي، المكسيك

الآثارية للحضارة الآزتك في مدينة مكسيكو سيتي، المكسيك
تُعد عمارة الآزتك شكلًا متأخرًا من عمارة وسط أمريكا التي طورتها حضارة الآزتك. يأتي جزء كبير مما نعرفه عنها من الهياكل التي ما زالت قائمة حتى اليوم. صمدت هذه الهياكل لعدة قرون بسبب المواد القوية ومهارة البنائين.

## التأثيرات
تعكس عمارة الآزتك هجرة حضارة الآزتك عبر ما تُعرف اليوم بالمكسيك. كان أسلوب أهرامات الآزتك الأولى أسلوبًا معدلًا ومأخوذًا عن الكلاسيكيين وما بعد الكلاسيكية من شعب وسط أمريكا. تأثرت عمارة الآزتك في وقت لاحق بأساليب وسط أمريكا اللاحقة.
اعتمد الآزتك القدماء على علم الكون وعلم الفلك والدين واعتبروها مصادر إلهام رئيسية لهم. تنعكس المعتقدات الدينية للآزتك في تصاميم الهياكل الدينية وكذلك في الهياكل السكنية.

## لمحة تاريخية

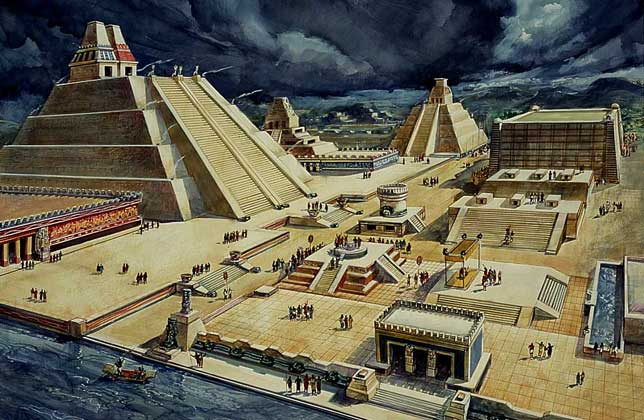
صورة تخيلية لمدينة تينوتشتيتلان قبل وصول الإسبان في القرن السادس عشر.

تقع أهم الهياكل المعمارية للآزتك في العاصمة تينوتشتيتلان، التي دُمرت بعد الغزو الإسباني في القرن السادس عشر. استُخدمت مواد البناء المأخوذة من المدينة في بناء مدينة مكسيكو. ليس هناك الكثير من الآثار المسجلة المتبقية في مواقع الآزتك، مثل ساحة معبد الآزتك.
تشمل المواقع المعمارية كلًا من مالينالكو وتينايوكا التي غزاها الآزتك نحو عام 1434، وهي أقدم الأمثلة المعروفة عن هرم الآزتك النموذجي المزدوج، الذي يتكون من قواعد هرمية متصلة تدعم اثنين من المعابد، ومعبد مايور، أكبر مبنى في مدينة تينوتشتيتلان عاصمة الآزتك.
تنافست مدن الآزتك في غالب الأحيان لبناء أكبر المعابد في إمبراطورية الآزتك.

## الأسلوب
تتميز عمارة الآزتك بالتناظر وعناصر التصميمات الهندسية والخطوط الانسحابية.
يوجد أيضًا العديد من العناصر الرمزية، بما فيها الاتجاهات السماوية الأربعة التي يُمثل كلًا منها بإله ولون ورمز. حملت رموز الحيوانات معان مثل النسور التي مثلت الشمس والمحاربين، والثعابين التي مثلت الماء أو النار وأصداف المحار التي مثلت رمز الخصوبة. مثلت المعابد نفسها الجبال ورموز الآزتك للماء والخصوبة. حملت العمارة ولا سيما المنحوتات في المعابد رموزًا عديدة.

## أنواع الهياكل
تضمنت الهياكل في مدينة تينوتشتيتلان المعابد والقصور والمنصات. كانت الأهرامات عبارة عن أهرامات مع مصاطب وسلالم شديدة الانحدار تؤدي إلى المعبد الرئيسي. عكست الهياكل السكنية الوضع الاجتماعي والمالي للسكان. تعيش النخبة في قصور كانت تُسمى تيكبان موحدة في معظم الإمبراطورية، وتختلف في الحجم والزخرفة فقط.
بنى شعب الآزتك الجسور المعبدة في تينوتشتيتلان بسبب موقعها في حوض مدينة مكسيكو.

## تقنيات البناء
امتلك الآزتك تقنيات متطورة في البناء وعرفوا كيفية البناء في مواقع الجيولوجيا المحلية والتضاريس، وخاصة التربة الناعمة. استخدم البناؤون قواعد حجرية للمعابد. كتب جاي. إيه. جويسي: «كانت الجغرافيا المادية لأمريكا الوسطى مواتية لفن البناء الذي يُستخدم فيه الحجر».
استخدم الآزتك أيضًا الجاذبية لإنشاء نظام المياه الجاري، بهدف جر المياه العذبة إلى شبكة المدينة ووظفوا التراسات لتعزيز الإنتاجية الزراعية.
بنى الآزتك معابدهم الجديدة فوق القديمة منها، بدلًا من هدمها وبناء معابد جديدة في نفس الموقع، وهذا ما أدى إلى أهرامات أكبر حجمًا وأكثر تفصيلًا. عُثر في بعض المعابد على أربع أو خمس طبقات على الأقل.